# Terpios granulosa
Terpios granulosa är en svampdjursart som beskrevs av Patricia R. Bergquist 1967. Terpios granulosa ingår i släktet Terpios och familjen Suberitidae. Inga underarter finns listade i Catalogue of Life.